# Rivista delle nazioni
Rivista delle nazioni (The Show of Shows) è un film del 1929 diretto da John G. Adolfi che propone una serie di numeri musicali con scene danzate dirette da Larry Ceballos e Jack Haskell.
Il film ha come maestro di cerimonie Frank Fay che firma anche la sceneggiatura della pellicola.

## Trama

### Prologo
Durante la rivoluzione francese, un aristocratico sta per essere ghigliottinato: una metafora per mostrare come lo spettacolo tradizionale sia finito. Dopo aver ghigliottinato la tradizione, il boia proclama: "Prologue is Dead! On with the Show of Shows!".

### Military March
Una marcia militare con i Pasadena American Legion Fife and Drum Corps che prefigura il cinema reso popolare in seguito da Busby Berkeley.

### What's Become of the Florodora Boys?
Parodia di uno spettacolo teatrale di enorme successo dei primi anni del Novecento, la commedia musicale Florodora.

### Motion Picture Pirates
Su una nave pirata, un equipaggio di cattivissimi tiene prigioniero un gruppo di belle ragazze che vengono soccorse da un eroe e che poi sono salvate dall'intervento di un direttore d'orchestra.

### Dear Little Pup
Numero musicale con il maestro di cerimonie.

### If I Could Learn to Love
Un numero musicale che ha come soggetto la musica e lo sport: sullo sfondo, la Tour Eiffel. I ballerini si rivelano atleti e la danza una serie di costruzioni geometriche di precisione.

### Recitations
Una serie di limerick che si intersecano tra di loro, dando forma a un gioco bizzarro e suggestivo.

## Produzione
Il film fu prodotto dalla Warner Bros. Pictures (con il nome The Vitaphone Corporation) con un budget stimato di 850.000 dollari.

## Distribuzione
Distribuito dalla Warner Bros. Pictures, il film uscì nelle sale cinematografiche statunitensi con il titolo originale The Show of Shows il 29 dicembre 1929 dopo una prima a New York il 21 novembre 1929.